# Saint-Séverin, Charente
Saint-Séverin är en kommun i departementet Charente i regionen Nouvelle-Aquitaine i västra Frankrike. Kommunen ligger i kantonen Aubeterre-sur-Dronne som ligger i arrondissementet Angoulême. År 2022 hade Saint-Séverin 793 invånare.

## Befolkningsutveckling
Antalet invånare i kommunen Saint-Séverin
Referens:INSEE